# Sócrates e Alcibíades

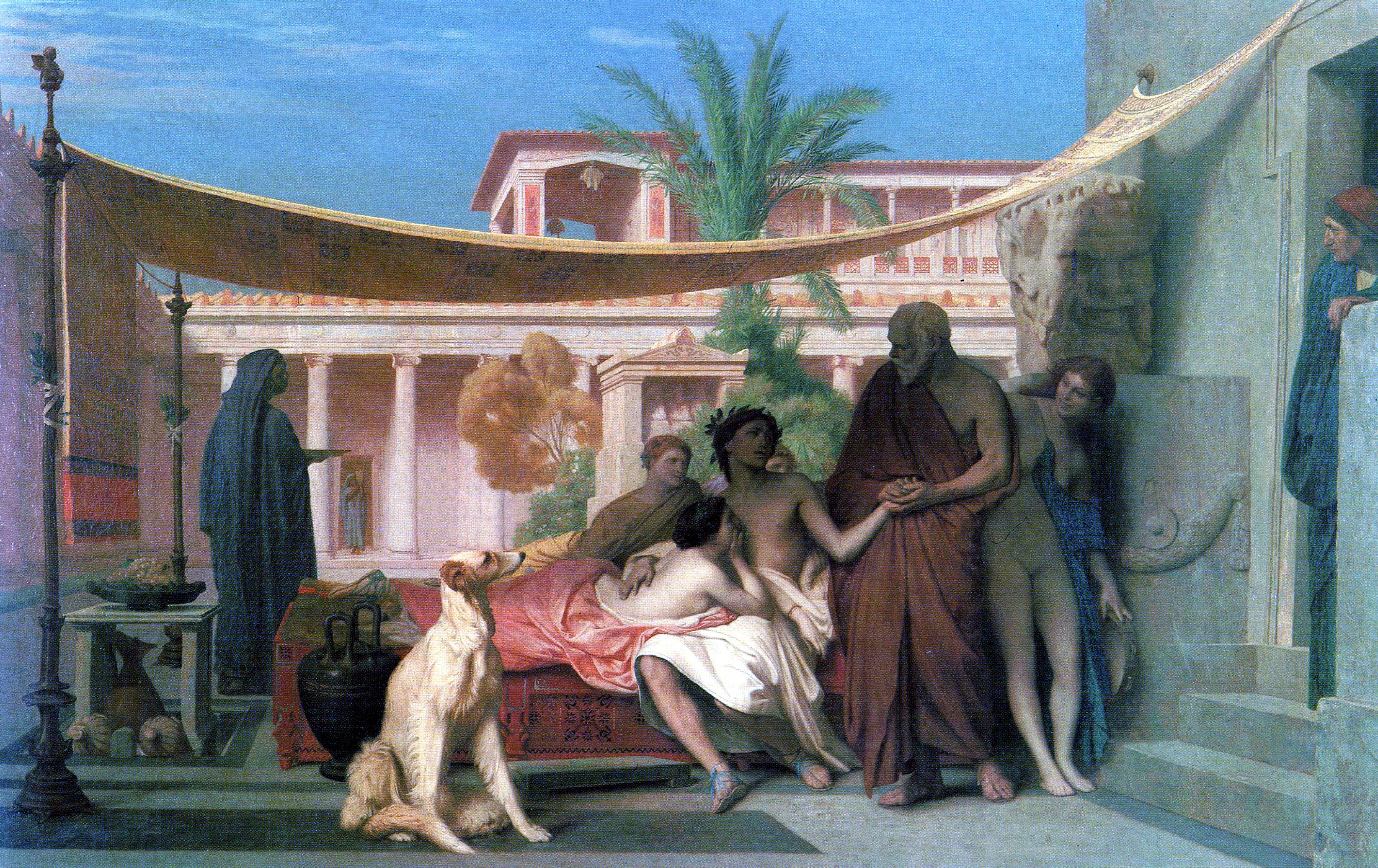
"Sócrates ao encontro de Alcibíades na Casa de Aspasia", 1861. Obra de Jean-Léon Gérôme (1824-1904)

A relação amorosa entre Sócrates e Alcibíades foi apropriada como ícone gay na literatura moderna e chegou até nós sobretudo pelo O Banquete, de Platão, em que celebremente se refere que o jovem mais belo de Atenas, Alcíbiades, se apaixonou pelo velho mais feio, Sócrates.

## Sócrates e Alcibíades em O Banquete
Alcibíades irrompe pelo banquete (o banquete grego, ou symposion, era um jantar seguido de um período em que se serviam bebidas alcoólicas e se discutiam assuntos, muitas vezes pré-combinados) já bêbado e a meio da discussão, que nessa noite versava o eros (empregado na Grécia Clássica sempre com uma carga erótica, e portanto diferente do conceito atual de amor).
Alcibíades surpreende-se ao ver Sócrates no banquete e insinua que este o persegue. Sócrates, por seu lado, implora a Ágaton que o defenda de Alcibíades ("Desde os tempos em que me apaixonei por ele não me é permitido sequer olhar ou conversar com um único jovem belo! De contrário, aí o tenho à perna com os seus ciúmes e quezílias, a fazer-me cenas incríveis, a cobrir-me de injúrias… ").
Alcibíades, desafiado pelos outros comensais, lança-se então num elogio a Sócrates, em que exalta as suas qualidades de oratória ("logo que [Sócrates] começa a falar, fico fora de mim, o meu coração começa a saltar no meu peito, as lágrimas escorrem-me pelo rosto") e o compara a silenos e sátiros e conta uma história da sua juventude em que, usando os seus encantos físicos, tentou seduzir Sócrates: "Eis que o convido para jantar, muito simplesmente à maneira de um amante (erastes) que prepara uma cilada ao seu bem-amado (eromenos)…" para conseguir obter dele tudo o que ele sabia. Mas em vão, mesmo depois de todos se terem ido e de Alcibíades se ter deitado no leito de Sócrates, sob a sua capa, nada mais aconteceu "do que se tivesse dormido com o meu pai ou com um irmão mais velho".
No final do diálogo, Sócrates e Alcibíades permanecem distantes e Sócrates remata: "Julgas, é claro, que eu tenho obrigação de te amar a ti e a mais ninguém. Mas não, não me escapaste, essa tua comédia de sátiros e silenos foi por demais evidente".